# Mikojan-Gurevitj

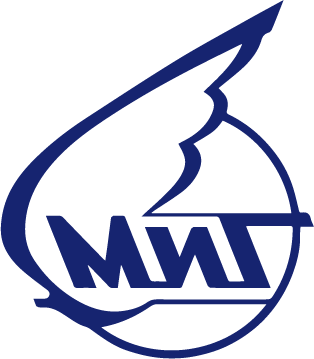
Logotyp

Mikojan, Mikojan-Gurevitj eller MiG (ryska: Микоян, Микоян-Гуревич eller МиГ) är en rysk tillverkare av militärflygplan. Ursprungligen var det en sovjetisk designbyrå grundad av armeniern Artiom Mikojan och Michail Gurevitj som "Mikojan-Gurevitj". Vid Mikojans död den 9 december 1970 ströks Gurevitjs namn från byråns namn. "MiG" är byråns prefix.
Inom Nato har man använt egna kodnamn på MiG-planen. Dessa är angivna inom citationstecken nedan. 
I Natobeteckningarna för sovjetiska flygplan betecknar första bokstaven huvudfunktionen: Bomber, Cargo, Fighter, Helicopter, Miscellaneous.

## Lista på MiG-plan
MiG använde alltid udda modellnummer för stridsflygplanen, så även om MiG-8 och MiG-110 var faktiska modeller var de inte stridsflygplan.

### Produktion
- MiG-1, 1940
- MiG-3, 1941
- MiG-5
- MiG-7, 1944
- MiG-9, "Fargo", 1947
- MiG-15, "Fagot", 1948, samtida med F-86 Sabre och användes i Koreakriget
- MiG-17, "Fresco", 1954
- MiG-19, "Farmer", 1955, MiGs första överljudsjaktplan
- MiG-21, "Fishbed", samtida med F-4 Phantom II
- MiG-23, "Flogger-A", 1974
- MiG-25, "Foxbat", 1966
- MiG-27, "Flogger-D/J", 1973, markattackplan baserat på MiG-23.
- MiG-29, "Fulcrum", 1983, jämförbar med F-16 Fighting Falcon.
- MiG-31, "Foxhound", 1983, baserad på MiG-25.
- MiG-33, "Fulcrum", 1989, MiG-29 men med glascockpit.
- MiG-35, "Fulcrum-F", 2007, vidareutveckling av MiG-29M.

### Experimentflygplan
- MiG-8, 1945
- MiG-110, 1995
- MiG I-250 (N), 1945, (även känd som MiG-13), 1945, motorjetplan
- MiG-I270, 1946
- MiG-AT, 1992
- MiG-35 MFI objekt 1.44/1.42, 1986-2000

### Aldrig avslutade
- Spiral (MiG-105), 1965
- MiG TA-4, c:a 1990, högvingat mindre amfibieflygplan med skjutande propeller. Hade inte landningsställ utan luftkudde och kunde därför använda fält med mycket ojämnheter eller svag bärighet, alternativt vatten. [1]
- MiG 100, c:a 1990, transportplan av Boxer-typ, med 2 bommar monterade i var sin vinge, till stjärtfenan.

### Påhittade
- MiG-28 använd i filmen Top Gun från 1986. I filmen användes F-5E Tiger II.[2]
- MiG-31 "Firefox" dök upp i två romaner (Firefox och Firefox 2), varav den första filmatiserades som Firefox 1982. För att göra förvirringen större har den riktiga MiG-31 "Foxhound" en sökradar som heter "Foxfire."
- MiG-37 "Ferret-E" är en plastmodell från Italeri.